# Heotjesabap
El Heotjesa bap (헛제사밥 escrito en hangul), es un plato tradicional Coreano, se trata de una variedad de bibimbap, servido con salsa de soja (ganjang) en lugar del comúnmente usado gochujang (pasta de chiles picantes). El Heotjesa bap incluye varios tipos de namul (brotes de hortalizas) sobre arroz blanco. En ocasiones también se acompaña con pescado a la parrilla y jeon (Tortitas coreanas).
El plato es originario de Andong, Gyeongsang-do, una villa famosa donde muchos estudiosos vivían y se formaban durante la dinastía Joseon. El término, Heotjesa bap significa literalmente "platos de falso jesa" que son ceremonias funerarias conmemorativas y de culto a los ancestros que se celebran en Corea. Se dice que al haber escasez de alimento durante el periodo, algunos estudiosos de clase yangban que vivían en la región, preparaban platos destinados a las ceremonias para el falso jesa y disfrutaban de estos de la misma forma que lo hacían los plebeyos.